# フモレスケ (シューマン)
『フモレスケ』（Humoreske）変ロ長調 作品20 は、ロベルト・シューマンが1839年に作曲したピアノ独奏曲。

## 概要
この曲の作曲時、シューマンはウィーンに滞在中であった。翌年結婚を果たすクララはパリに滞在中であり、1839年3月11日に彼女に宛ててこう書き送っている。
曲は様々な気分が入れ代わり立ち代わり現れ、表情を変えつつ移ろうように書かれている。主題の数も多く、形式面ではつかみどころがない印象を与えることに批判がなされる場合もある。シューマン自身、自らの楽曲のこうした性質について次のように述べている。
シューマンはジャン・パウル風の気分が曲の着想に繋がったとしているとしているが、楽曲にはパウルの作品との直接的な題材の関連はない。「フモレスケ」はドイツ語でユーモアを意味する Humor から派生した言葉であるが、曲はユーモラスな調子をみせるわけではない。シューマンによると「ドイツ人の思想に深く根差し、最も特徴的な "Gemütliche" と "Humor"」であるという。
曲は作曲家のユリー・フォン・ヴェーベナウに献呈された。

## 楽曲構成
この楽曲は7つの部分から成っており、切れ目なく演奏される。ただし、最後の "Zum Beschluss" を除いてシューマン自身がそう解説したわけではない。 名目上、曲は変ロ長調とされてはいるものの、大部分はその平行調にあたるト短調で書かれている。曲の構成や情感は各部分で大きく異なっている。
1. 単純に（Einfach 変ロ長調、4分の4拍子、M.M. = 80)

– 非常に速く、軽く （Sehr rasch und leicht 変ロ長調、4分の2拍子、M.M. = 138)

– さらに速く （Noch rascher ト短調）

– はじめのテンポで （Erstes Tempo 変ロ長調、4分の4拍子）

– 最初のように （Wie im Anfang）
2. 性急に （"Hastig" ト短調、4分の2拍子、M.M. = 126）

– 次第に活発、力強く （"Nach und nach immer lebhafter und stärker" ニ短調）三段譜表が用いられており、内声（Inner Stimme）が中段に明示されている。

– 前のように （"Wie vorher"） – アダージョ
3. 単純、繊細に "Einfach und zart" （ト短調、4分の4拍子、M.M. = 100）

– 間奏曲 （変ロ長調、4分の2拍子、M.M. = 100）
4. 愛情をこめて （"Innig" 変ロ長調、4分の4拍子、M.M. = 116）

– 速く （"Schneller" Tempo I）
5. 非常に活発に （"Sehr lebhaft" ト短調 - 変ロ長調、4分の2拍子、M.M. = 76）

– いっそう活発に （"Immer lebhafter"）
– ストレット
6. いくらか華麗さをもって （"Mit einigem Pomp" ハ短調、4分の4拍子、M.M. = 92）
7. 最後に （"Zum Beschluss" 変ロ長調、4分の4拍子、M.M. = 112） – アレグロ

演奏時間は演奏者によって大きく異なり、約24～32分。